# Tv-netværk
Et tv-netværk er en virksomhed og et telekommunikationsnetværk til distribution af tv-produktion (indhold), hvor en central operationsenhed forsyner en eller flere tv-stationer eller Multichannel video programming distributører med indhold. 
Indtil midten af 1980'erne var tv-udsendelserne i de fleste lande domineret af et lille antal transmissionsnetværk. Mange tidlige tv-netværk (såsom BBC, NBC eller CBC) udviklede sig fra tidligere radionetværk.
Et tv-netværk producerer nogle gange selv sine programmer. Andre gange producerer produktionsselskaber programmerne og distribuerer dem til tv-netværket.
| Fjernsyn | Spire Denne artikel om et tv-program er en spire som bør udbygges. Du er velkommen til at hjælpe Wikipedia ved at udvide den. |